# رخصة القيادة في الدنمارك

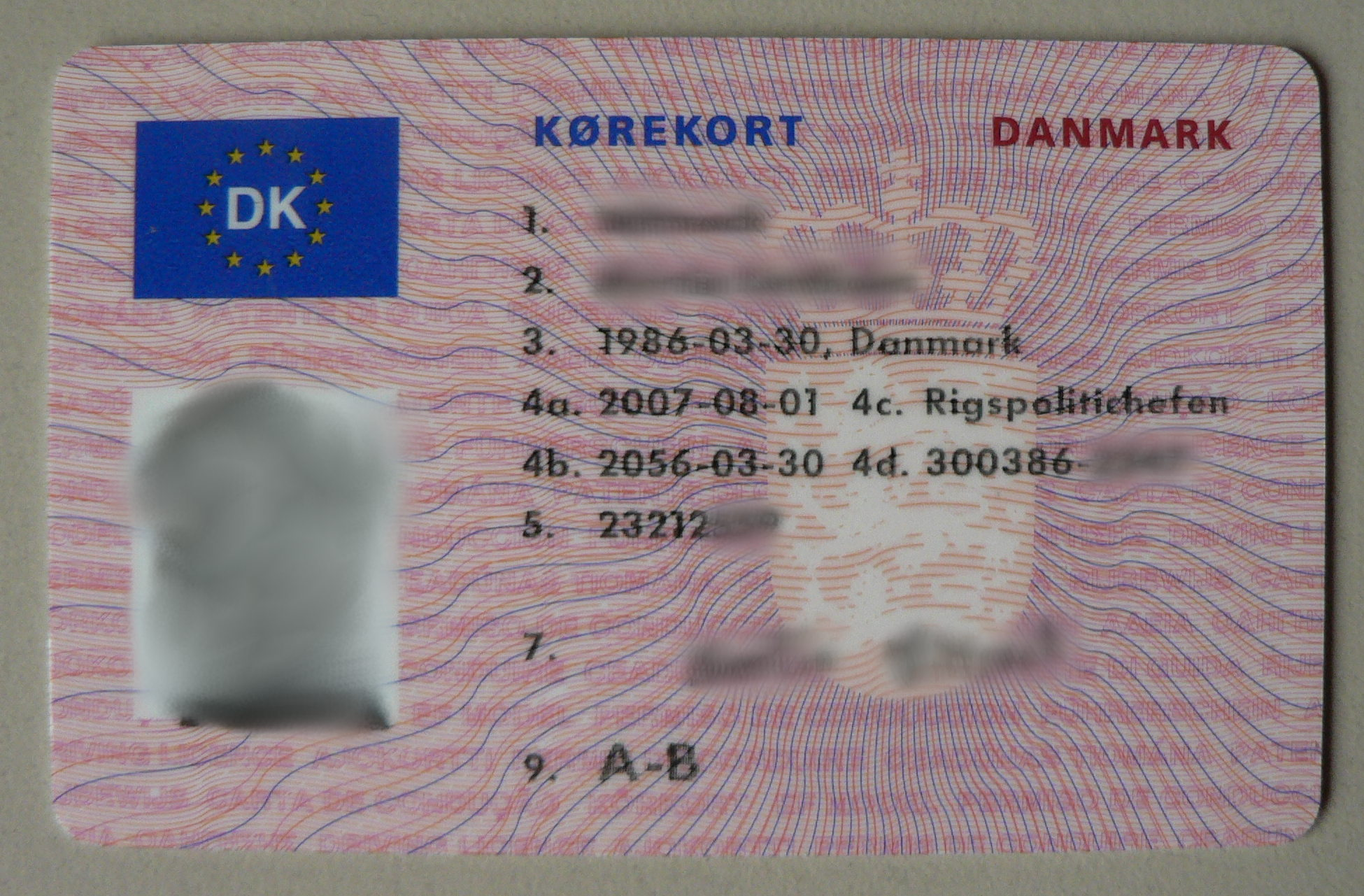
رخصة القيادة الدنماركية

لا تستخدم الدنمارك فئتي C1 و D1. وهذا يعني أن الشاحنة (C) أو رخصة الحافلة (D) تغطي جميع الشاحنات أو الحافلات, على التوالي, التي لا تغطيها رخصة السيارة (B). يسمح ترخيص B / E فقط بالمقطورات الثقيلة على السيارات, حتى لو كان لدى السائق تصريح C أو D.
تتطلب قيادة الرافعات الشوكية شهادة رافعة شوكية خاصة, بالرغم من وجود إستثناءات لهذا بالنسبة للرافعات الشوكية الأصغر.
حمل البضائع الخطرة يتطلب تصريح ADR.